# Yekaterina Guseva
Yekaterina Konstantinovna Guseva (em russo:  Екатери́на Константи́новна Гу́сева, transl. Ekaterína Konstantínovna Gúseva; 9 de julho de 1976) é uma atriz e cantora russa de cinema, teatro e TV, e Artista Emérita da Rússia. Ela ficou famosa por seu papel na série de televisão Brigada de 2002.

## Vida pregressa
Yekaterina Guseva nasceu em Moscou em 9 de julho de 1976 na então União Soviética. Na infância, seu pai tocava violino, e foi o seu violino que foi retratado na série Brigada. Sua irmã mais nova, Nastya, trabalha como metodologista em um jardim de infância.
Aos quatro anos, ela já fazia parte do grupo de recursos de ginástica moderna da equipe representativa da União Soviética. Ela também tentou patinação artística e natação. Sete anos antes de terminar a escola, Katya se envolveu no conjunto de dança georgiano Kolkhida e conseguiu se apresentar no Bolshoi. Enquanto planejava se matricular no Instituto de Biotecnologia de Moscou, ela foi abordada por um assistente do diretor teatral Evgeny Simonov, que sugeriu que ela se inscrevesse na Faculdade de Artes Cênicas Shukina. Ela tentou, preparou-se para o exame de admissão durante três dias e passou com facilidade.

## Vida e carreira

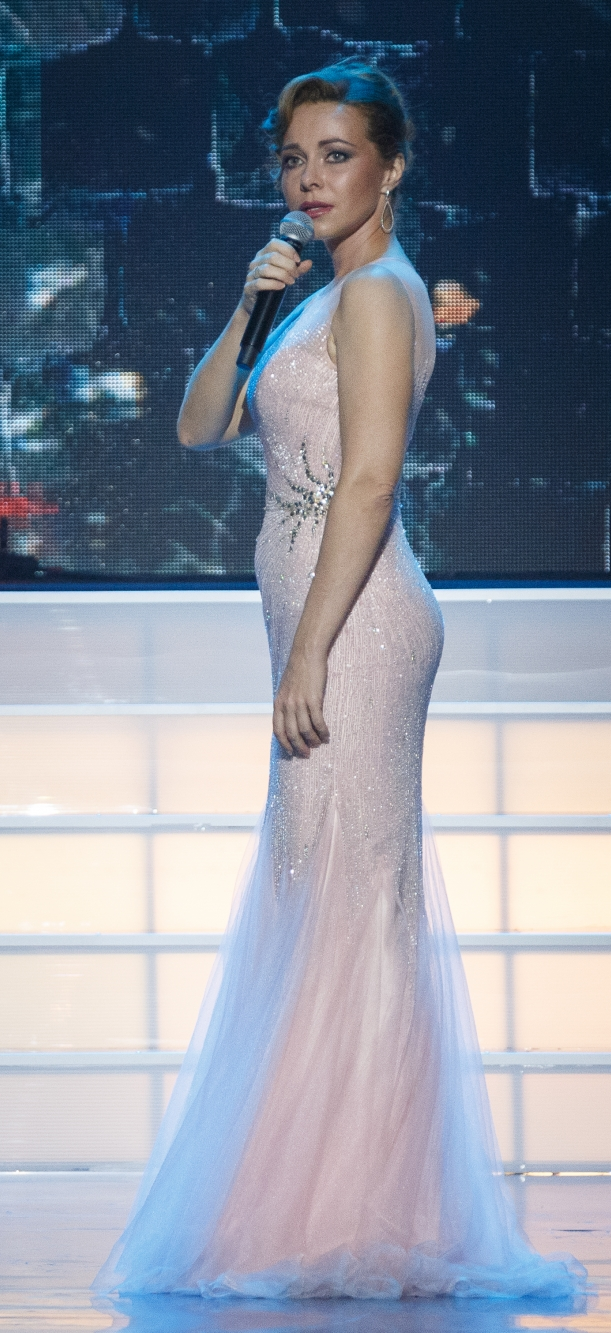
Yekaterina Guseva se apresentando em uma cerimônia com a presença do ministro da Defesa russo, Sergei Shoigu, em 2018.

Após a formatura em 1997, Yekaterina desempenhou um papel importante no filme Fonte da Serpente (em russo:  Змеиный источник, transl. Zmeinyy istochnik), de Nikolai Lebedev. Depois, ela foi convidada por Mark Rozovsky para seu teatro "Portão Nikitsky". Depois de trabalhar quatro anos no teatro Rozovsky, ela ganhou o papel de Katya Tatarinova no musical Nord-Ost, de Alexei Ivashchenko e Georgi Vasiliev. Durante a preparação para a estreia de "Nord-Ost", Yekaterina ganhou fama ao interpretar um papel importante na popular minissérie policial russa <i>Brigada</i>. Ela teve um dia de folga durante o ataque terrorista ao teatro em outubro de 2002. Desde 2003 ela trabalha no Teatro Mossovet.
Além de atuar em muitos filmes russos populares, Yekaterina interpreta músicas como cantora solo e em dueto, junto com Leonid Serebrennikov e outros. Ela lançou seu primeiro álbum de música solo em 2007.

## Família
Yekaterina Guseva é casada com o empresário Vladimir Abashkin, com quem tem dois filhos.

## Filmografia selecionada

### Televisão
| Ano     | Título em russo           | Título traduzido              | Personagem             |
| ------- | ------------------------- | ----------------------------- | ---------------------- |
| 1998-03 | Самозванцы                | Os Impostores                 |                        |
| 1999    | Vivendo Pushkin           | Live Pushkin                  |                        |
| 1999    | Остановка по требованию   | Solicitar parada              | Katya                  |
| 2001    | Сдвинутый                 | Deslocado                     |                        |
| 2002    | Бригада                   | Brigada                       | Olga Belova            |
| 2003    | Ищу невесту без приданого | Procurando uma noiva sem dote | Bera Ignatova          |
| 2004    | Курсанты                  | Cadetes                       | Enfermeira Liza        |
| 2004    | Небо и земля              | Céu e Terra                   | Marina Shvedova        |
| 2005    | Есенин                    | Yesenin                       | Avgusta Miklashevskaya |
| 2005    | Охота на изюбря           | Caça ao veado vermelho        | Irina                  |
| 2006    | Час пик                   | Hora do rush                  | Kseniya Bazhenova      |
| 2008    | Спасите наши души         | Salve nossas almas            | Nadezhda Hrunicheva    |
| 2008    | Жаркий лёд                | Gelo Quente                   | Natália Trofimova      |
| 2008    | Фотограф                  | Fotógrafo                     | Alla Litvak            |
| 2010    | Вербное воскресенье       | Domingo de Ramos              | Margarita Polozkova    |
| 2010    | Я не я                    | Eu não sou eu                 | Lena                   |
| 2010    | Если бы я тебя любил...   | Se eu te amasse...            | Tatiana                |
| 2010    | Крепостные герои          | Heróis da fortaleza           |                        |
| 2011    | Лектор                    | Conferencista                 | Kira                   |
| 2013    | Тамарка                   | Tamarka                       | Tamara                 |
| 2014    | Тальянка                  | Talyanka                      | Tatyana                |
| 2016    | Тонкий лед                | Gelo Fino                     | Irina Palagina         |

### Filmes

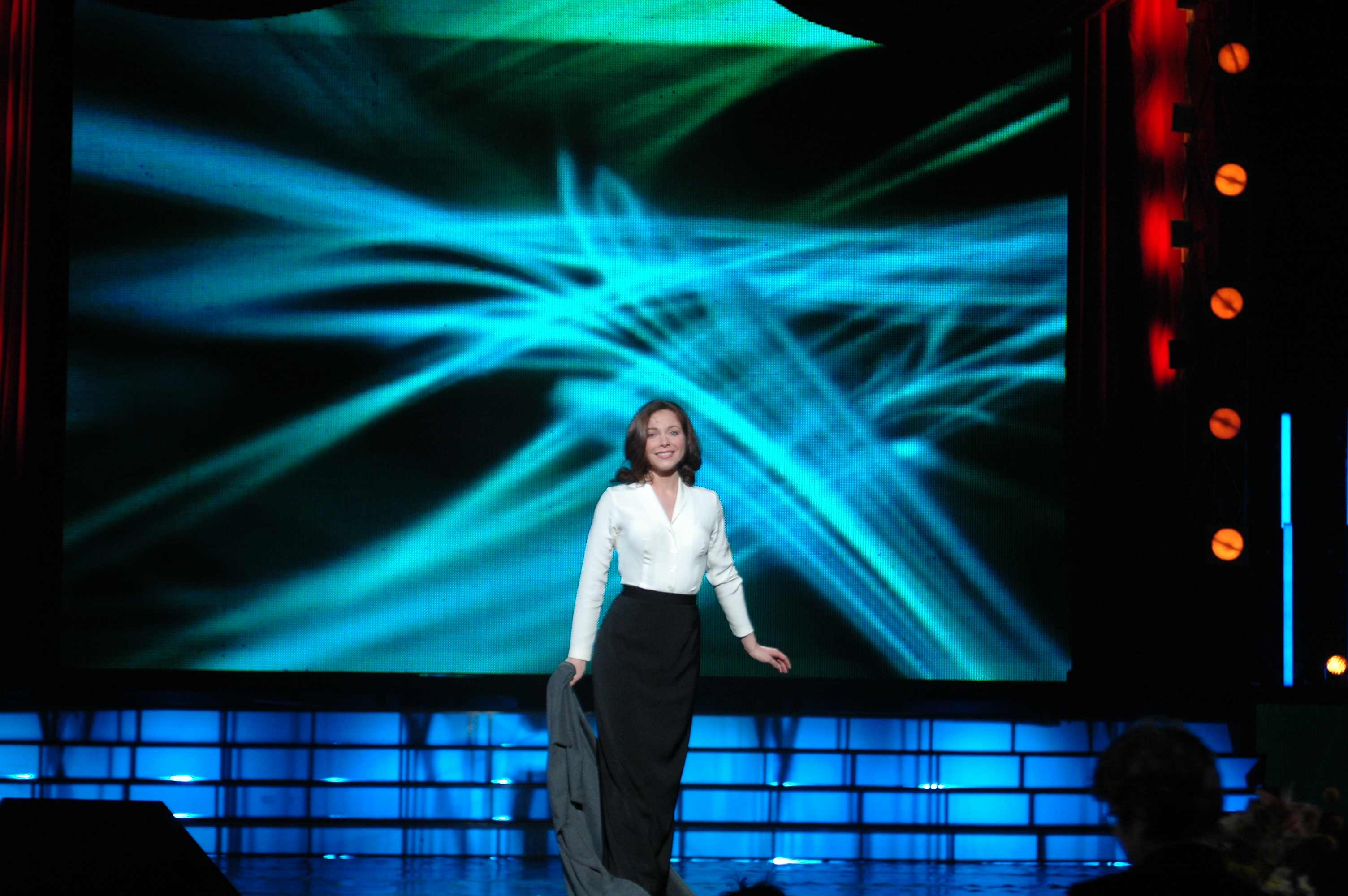
Yekaterina Guseva na abertura do festival Coração Musical do Teatro, em 2006.

| Ano  | Título em russo                  | Título em português                | Personagem                         |
| ---- | -------------------------------- | ---------------------------------- | ---------------------------------- |
| 1997 | Змеиный источник                 | Fonte da Serpente                  | Dina                               |
| 1998 | Billboard                        | Outdoor                            | Tania                              |
| 1998 | Райское яблочко                  | Maçã do paraíso                    |                                    |
| 2001 | С днём рождения, Лола!           | Feliz aniversário, Lola!           | Lola                               |
| 2001 | Бледнолицый лжец                 | O Mentiroso de Cara Pálida         | Nastenyka                          |
| 2002 | Интимная жизнь Севастиана Бахова | A Vida Íntima de Sebastian Bachkov | Katya                              |
| 2003 | Щит Минервы                      | Escudo de Minerva                  | Margo                              |
| 2004 | На верхней Масловке              | No alto Maslovka                   | Katya                              |
| 2005 | От 180 и выше                    | A partir de 180 e acima            | Oksana                             |
| 2006 | Час пик                          | Hora do rush                       | Kseniya                            |
| 2006 | Танкер Танго                     | Petroleiro Tango                   | Anna                               |
| 2007 | Он, она и я                      | Ele, ela e eu                      | Masha Arsenyeva                    |
| 2007 | Беглянки                         | Fugitivos                          | Anya Zinovieva                     |
| 2007 | Спасибо за любовь!               | Obrigado pelo carinho!             | Lara                               |
| 2007 | Платки                           | Pratos                             | Anna                               |
| 2009 | Человек, который знал всё        | O Homem Que Sabia de Tudo          | Irina                              |
| 2010 | Прогулка по Парижу               | Caminhando por Paris               | Polina                             |
| 2011 | Золотая рыбка в городе Н         | Peixe dourado na cidade de N       | Marusya                            |
| 2012 | Бригада-2                        | Brigada 2                          | Olga Belova                        |
| 2013 | 12 месяцев                       | 12 meses                           | Natalia Chernomor, a dona do clube |
| 2013 | Излечить страх                   | Curar o medo                       | Anna Lanskya                       |
| 2013 | Невидимки                        | Invisíveis                         | Rita Muraveva                      |
| 2013 | Weekend                          | Final de semana                    | Zhanna                             |
| 2018 | Тобол                            | Tobol                              | Catarina I da Rússia               |
| 2019 | Домовой                          | Espírito do lar                    | Mãe                                |
| 2022 | Аманат                           | Depósito                           | Maria Olenina                      |

### Teatro
Teatro "U Nikitskih vorot" (1997-2001):
- Bednaya Liza (Бедная Лиза)
- Doutor Tchekhov (Doutor Chekhov)
- Romances com Oblomov (Романсы с Обломовым)
- Amor e Vida de um Estudante Assassinado (Любовь и жизнь убитого студента)
- Gambrinus (Гамбринус)
- Assassino (Ubivets)
- Caça ao pato (Утиная охота)
- Os Três Porquinhos (Три поросёнка)

Companhia Prodyuserskaya "Link" (2001-2003):
- Nord-Ost

Agência Internacional de Teatro "Art-Partner XXI" (2002):
- Agave (Столетник)

Teatro Mossovet (2003—presente):
- Professora de dança (Учитель танцев)
- O Estranho Caso do Dr. Jekyll e do Sr. Hyde (Странная история доктора Джекила и мистера Хайда)
- No espaço Tennessee W. (В пространстве Теннесси У.)
- Jesus Cristo — Superstar (Иисус Христос - суперзвезда)
- O Reino do Pai e do Filho (Царство отца и сына)

Teatro de Serpuhovke (2006-presente):
- Dragão (Drakon)

Entretenimento de palco (outubro de 2008 - abril de 2010):
- A Bela e a Fera (Красавица и чудовище)

Sociedade Filarmônica Acadêmica Estatal de Moscou(2009):
- Contos de fadas com orquestra (Сказки с оркестром)